# افتتاحیه المپیک تابستانی ۲۰۰۸

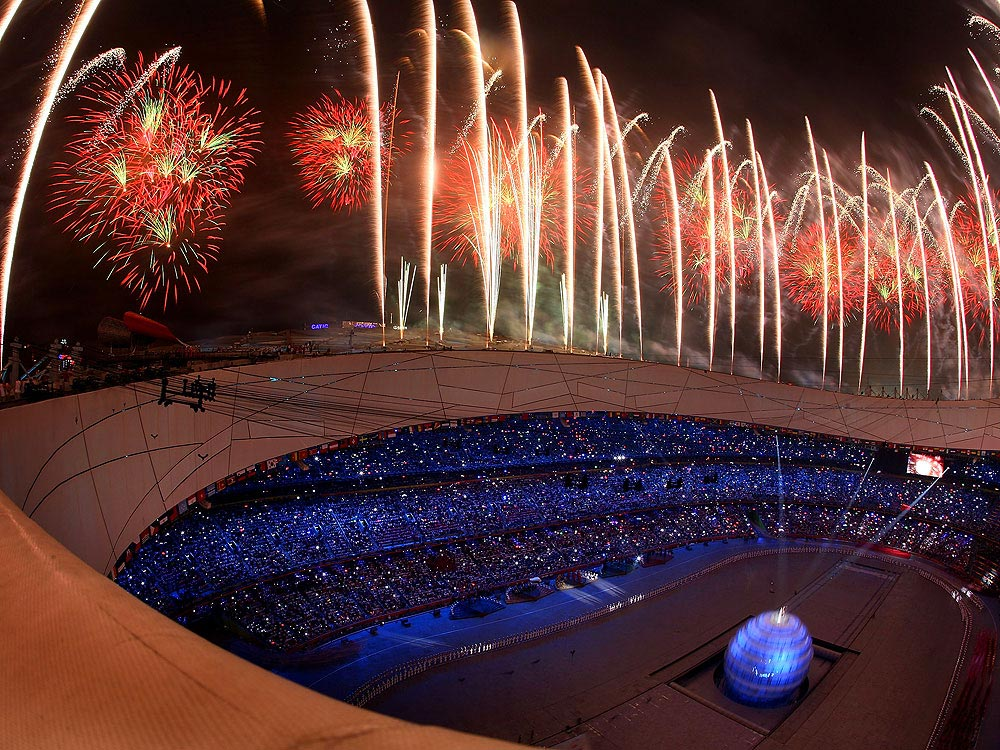
افتتاحیه المپیک تابستانی ۲۰۰۸ در پکن، چین

مراسم افتتاحیه بازی‌های المپیک تابستانی ۲۰۰۸ در استادیوم ملی پکن که با نام آشیانهٔ پرنده هم شناخته می‌شود، برگزار شد.
این مراسم در ۸:۰۸ عصر به وقت استاندارد چین در ۸ اوت ۲۰۰۸ انجام شد. عدد ۸ در فرهنگ چین همراه با خوش‌یمنی و اطمینان است.
مراسم توسط فیلم‌ساز چینی، ژانگ ییمو کارگردانی شد و به خاطر توجه به فرهنگ و خلاقیت چینی مورد توجه قرار گرفت. آخرین صعود برای روشن کردن مشعل اصلی، توسط لی نینگ قهرمان پیشین ژیمناستیک جهان و المپیک صورت گرفت. او این کار را با دویدن در هوا و دور زدن حلقهٔ بالایی ورزشگاه انجام داد. این مراسم افتتاحیه به عنوان یک مراسم افتتاحیهٔ تماشایی در سراسر جهان مورد توجه قرار گرفت.